# Infanticidio femenino
El infanticidio femenino es la matanza deliberada de niñas recién nacidas. 

Ratio de sexo de recién nacidos en India. 2011

En países con una historia de infanticidio femenino, la práctica moderna del aborto selectivo por sexo a menudo se discute como un tema relacionado. El infanticidio femenino es, en la actualidad, causa de preocupación en varias naciones como China, India y Pakistán. Se ha argumentado que el "bajo estatus" en el que las mujeres son vistas en sociedades patriarcales crea un prejuicio claro contra las mujeres.
En 1978, la antropóloga Laila Williamson, en un resumen de datos recopilados sobre cuán difundido era el infanticidio entre las naciones tribales y las desarrolladas o "civilizadas", descubrió que el infanticidio había ocurrido en todos los continentes y que lo llevaron a cabo grupos de cazadores recolectores a las sociedades altamente desarrolladas y que, en lugar de que esta práctica sea una excepción, ha sido un lugar común. La práctica ha sido bien documentada entre los pueblos indígenas de Australia, el norte de Alaska y el sur de Asia, y Barbara Miller argumenta que la práctica es "casi universal", incluso en Occidente. Miller sostiene que en regiones donde las mujeres no trabajan en la agricultura y en regiones donde la dote es la norma, entonces el infanticidio femenino es algo común, y en 1871 en El origen del hombre y la selección en relación con el sexo, Charles Darwin escribió que la práctica era común entre las tribus aborígenes de Australia.
En 1990, Amartya Sen, en el New York Review of Books, calculó que había 100 millones de mujeres menos en Asia de lo que se esperaría, y que esta cantidad de mujeres "desaparecidas" "nos dice, silenciosamente, una terrible historia de la desigualdad y la negligencia conducen al exceso de mortalidad de las mujeres". Inicialmente, la sugerencia de Sen de sesgo de género fue impugnada y se sugirió que la hepatitis B era la causa de la alteración en la proporción de sexos natural. Sin embargo, ahora se acepta ampliamente que el déficit numérico mundial en las mujeres se debe a los abortos específicos de género, el infanticidio y el abandono. 
En la Arabia del siglo VII, antes de que se estableciera la cultura islámica, el infanticidio femenino era ampliamente practicado. Esto es atribuido por los estudiosos al hecho de que las mujeres fueron consideradas "propiedad" dentro de esas sociedades. Otros han especulado que para evitar que sus hijas sufran una vida de miseria, las madres las matarían. Con la llegada del gobierno islámico, la práctica se volvió ilegal.